# Moelandkasteel
Het Moelandkasteel is een kasteel in de Oost-Vlaamse stad Sint-Niklaas, gelegen aan Hospitaalstraat 19.

## Geschiedenis
De straatzijde van het hoofdgebouw is het oudste deel en werd gebouwd in 1776-1778. Dit gebeurde in opdracht van Hendrik van der Sare, die heer was van Manegem. In 1857 kwam het in het bezit van Amedée de Schoutheete de Tervarent, die het kasteel liet uitbreiden. In 1888 werd het aangekocht door de Liefdezusters van de Verrezen Zaligmaker. Deze richtten er een bejaardentehuis voor dames in. Later werd het een kraamkliniek en vervolgens een kliniek voor inwendige ziekten. Uiteindelijk werd het als Sint-Antoonklooster-rusthuis benut.
In 1913 werd een kapel aangebouwd.

## Gebouw
Het hoofdgebouw, in neoclassicistische stijl, omvat een gevel die parallel is aan de straat, links en rechts voorzien van naar de straat gerichte vleugels, zodat een U-vorm met binnenplein ontstaat. Aan de tuinzijde is er een baksteengevel van 1866, ontworpen door Pieter Van Haver.
Het interieur heeft een eetzaal in egyptiserende stijl van omstreeks 1870 en was mogelijk een vrijmetselaarstempel. De motieven zijn genomen uit een boek van Charles Joseph Panckoucke: Description de l'Egypte.
Achter het Moelandkasteel ligt de kapel van 1913. De benedenverdieping bevat medische diensten van het ziekenhuis Vitaz dat achter het Moelandkasteel is gelegen. De bovenverdieping is de eigenlijke gebedsruimte. Deze ruimte heeft drie beuken en gietijzeren pilaren.